# Tam giác hình chiếu

Tam giác LMN màu đỏ là hình chiếu của điểm P lên ba cạnh tam giác ABC là tam giác bàn đạp của P

Trong hình học, tam giác hình chiếu hay còn gọi là tam giác bàn đạp của một điểm P đối với tam giác cho trước có ba đỉnh là hình chiếu của P lên ba cạnh tam giác đó.
Xét tam giác ABC, một điểm P trên mặt phẳng không trùng với ba đỉnh A, B, C. Gọi các giao điểm của ba đường thẳng qua P kẻ vuông góc với điểm ba cạnh tam giác BC,CA,AB là L, M, N khi đó LMN là tam giác bàn đạp ứng với điểm P của tam giác ABC.
Ứng với mỗi điểm P ta có một tam giác bàn đạp khác nhau, một số ví dụ:
- Nếu P = trực tâm, khi đó LMN = Tam giác orthic.
- Nếu P = tâm nội tiếp, khi đó LMN = Tam giác tiếp xúc trong.
- Nếu P = tâm ngoại tiếp, khi đó LMN = Tam giác trung bình.

P nằm trên đường tròn ngoại tiếp, tam giác bàn đạp sẽ suy biến thành một đường thẳng.

- Khi P nằm trên đường tròn ngoại tiếp tam giác ABC thì tam giác bàn đạp của nó suy biến thành đường thẳng Simson, đường thẳng này đặt tên theo nhà toán học Robert Simson.
- Định lý Cartnot về ba đường thẳng vuông góc với ba cạnh tam giác đồng quy ta có hệ thức sau:

{\displaystyle AN^{2}+BL^{2}+CM^{2}=NB^{2}+LC^{2}+MA^{2}.}